# Philipp von Hilgers der Jüngere
Philipp Kaspar Ludwig Nepomuk Freiherr von Hilgers (* 6. Januar 1816 in Heister; † 22. Mai 1891 in Bonn) war ein preußischer Verwaltungsbeamter.

## Leben

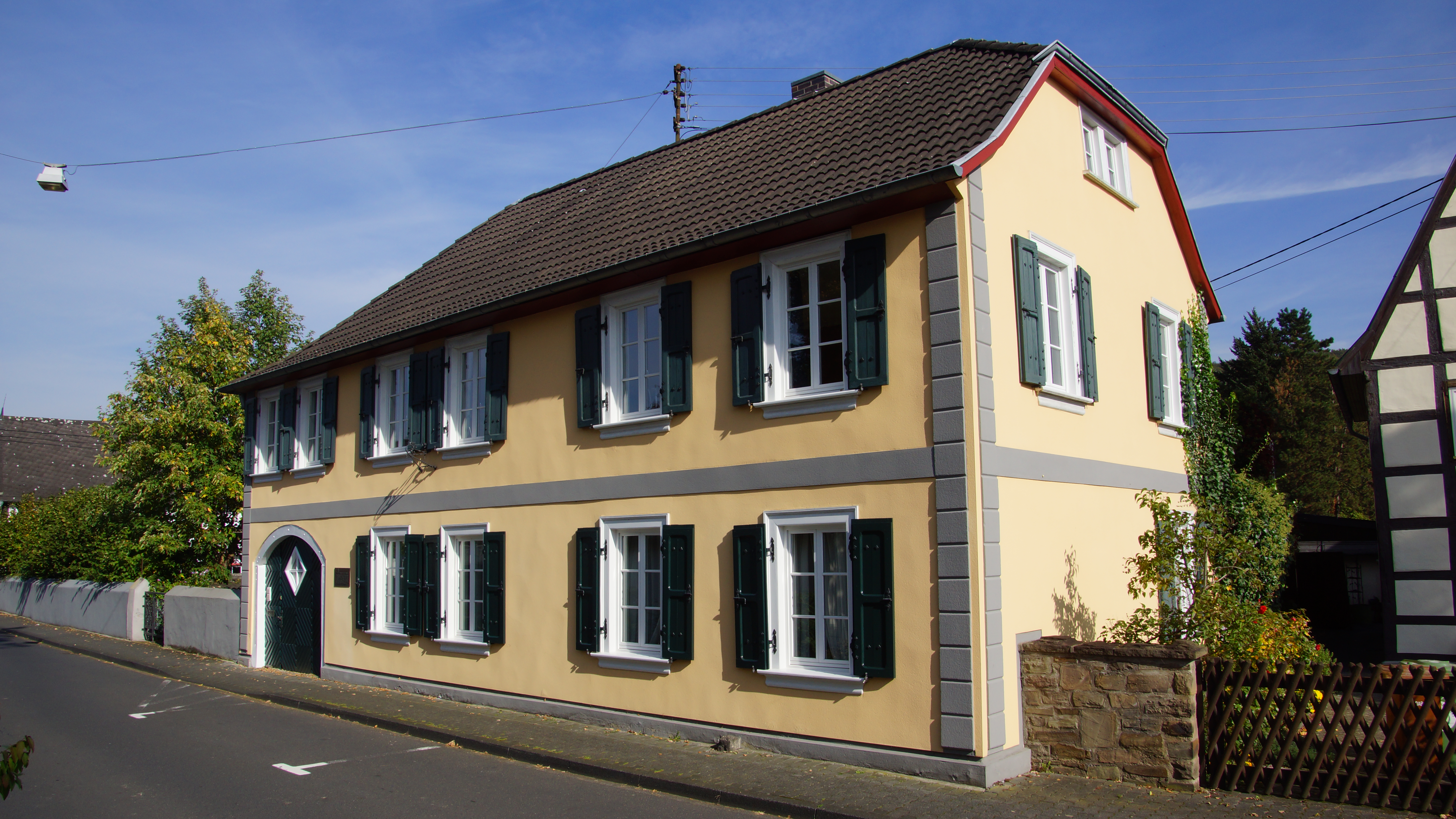
Damaliges Gutshaus des Vaters in Heister

Philipp von Hilgers wurde als Sohn des preußischen Landrats Philipp von Hilgers (* 9. Mai 1785; † 10. Februar 1852) und dessen Ehefrau Sophie Philippine von Dhaem (* 30. September 1788; † 19. April 1849) geboren. Er studierte an der Universität Bonn und wurde 1836 Mitglied des Corps Borussia Bonn. Nach dem Studium trat er in den preußischen Staatsdienst ein. Von 1850 bis 1871 war er Landrat des Kreises Jülich. Als Landrat a. D. lebte er bis zu seinem Tod in Bonn.
Er heiratete 1852 Marie Elisabeth Henriette Hildegard Hubertine Antoinnette Coels von der Brügghen (* 14. Dezember 1825; † 3. Juni 1863). Das Paar hatte mehrere Kinder:
- Philipp Josef Hubert Maria (* 10. Juni 1854)
- Marie Eugenie Hubertine Therese Franziska Josephine (* 15. Oktober 1855)
- Max Franz Josef Hubert Maria (* 4. Juli 1857), Major a. D. ⚭ 1907 Klara Clementine Auguste Bernhardine Hermanna Maria Josefine Huberta von Groote (* 1. April 1873)